# Eriphia smithii
Eriphia smithii is een krabbensoort uit de familie van de Eriphiidae. De wetenschappelijke naam van de soort is voor het eerst geldig gepubliceerd in 1838 door MacLeay.